# 日尼亚克 (洛特省)
日尼亚克（法語：Gignac，法語發音：[ʒiɲak]）是法国洛特省的一个市镇，位于该省北部，苏亚克以北，和科雷兹省及多尔多涅省接壤，属于古尔东区。

## 地理
日尼亚克（45°0'19"N, 1°27'28"E）面积40.66 平方千米，位于法国奧克西塔尼大區洛特省，该省份为法国西南部内陆省份，北起顺时针与科雷兹省、康塔爾省、阿韦龙省、塔恩-加龙省、洛特-加龍省和多尔多涅省接壤。
与日尼亚克接壤的市镇（或旧市镇、城区）包括：埃斯蒂瓦勒、内斯普勒、博雷兹、纳达亚克、屈藏斯、拉沙佩勒欧扎克、苏亚克、克雷桑萨克-萨拉扎克。

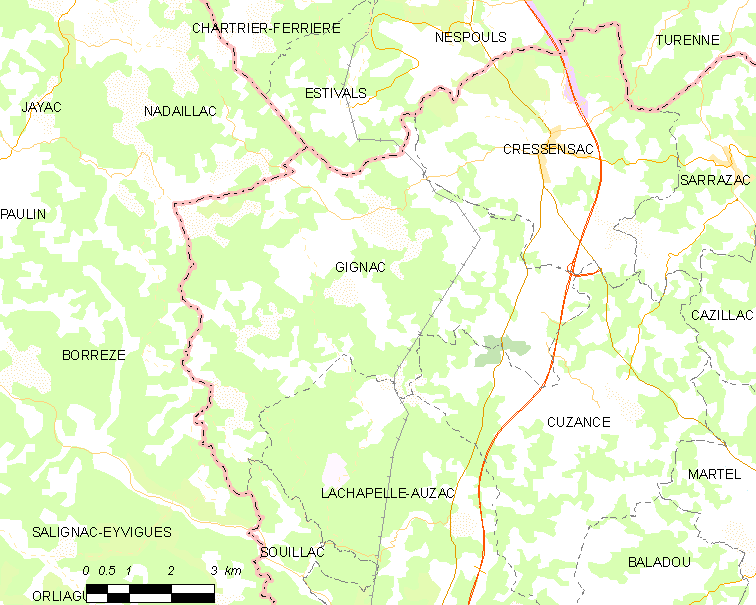
的OSM定位图

日尼亚克的时区为UTC+01:00、UTC+02:00（夏令时）。

## 行政
日尼亚克的邮政编码为46600，INSEE市镇编码为46118。

## 政治
日尼亚克所属的省级选区为苏亚克县。

## 人口

1962-2008年间人口变化图示

日尼亚克于2022年1月1日时的人口数量为683人。